# Hunter Hess
Hunter Hess (Bend, Oregon, 1 oktober 1998) is een Amerikaanse freestyleskiër.

## Carrière
Bij zijn wereldbekerdebuut, in januari 2016 in Mammoth, scoorde Hess direct zijn eerste wereldbekerpunten. In februari 2017 behaalde de Amerikaan in Mammoth zijn eerste toptienklassering in een wereldbekerwedstrijd. In december 2018 stond hij in Secret Garden voor de eerste maal in zijn carrière op het podium van een wereldbekerwedstrijd.

## Resultaten

### Wereldbeker
Eindklasseringen
| Seizoen   | Algm | HP  |
| --------- | ---- | --- |
| 2015/2016 | 166e | 30e |
| 2016/2017 | 114e | 16e |
| 2017/2018 | 69e  | 12e |
| 2018/2019 | 23e  | 4e  |
| 2019/2020 | 43e  | 9e  |